# 제2차 불런 전투
제2차 불런 전투는 제1차 불런 전투에 이어 벌어진 전투로 남군이 다시 승리했다.

## 전투 과정
1862년 8월 29일~8월 30일 로버트 E. 리 장군이 이끄는 5만 6,000명 이상의 남군과 존 포프 소장의 지휘로 새로 편성된 7만 명의 북군 사이에서 벌어졌다. 그때 포프는 포토맥군과 결합할 때까지 워싱턴을 방어하는 책임을 맡고 있었다. 두 군대가 결합하는 것을 막기 위해 리 장군은 병력을 둘로 나누어 스톤월 잭슨 장군에게 포프군의 오른쪽을 돌아 진군하라는 명령을 내렸다.
잭슨은 이틀 만에 머내서스에 있는 포프의 보급소를 점령하고 3개 사단을 근처 숲에 안전하게 매복시켰다. 8월 27일~8월 29일, 리 장군이 잭슨과 연합하기 위해 주력부대를 전진시키는 동안 대규모 기동작전과 전투가 벌어졌다. 8월 30일 오후에는 남군 포병부대가 잭슨 부대를 공격하는 북군을 격퇴했으며 그 뒤 리 장군은 전군(全軍)에 대규모 반격명령을 내렸다.
남군이 승리를 거두었으나 북군이 계속되는 공격을 일정한 지역에서 막아냈다는 점에서 이 승리는 완전한 것이 아니었다. 하지만 포프는 패배한 군대를 불런 강 건너 철수시켰으며 결국 수도를 지키기 위해 퇴각했다. 이 전투에서 북군은 1만 5,000명, 남군은 9,000명이라는 많은 사상자를 냈다.

## 같이 보기
- 클라라 바턴
- 제임스 롱스트리트
- 카를 슈르츠